# 莫里斯·吉拉尔多
莫里斯·吉拉尔多（法語：Maurice Girardot，1921年12月22日—2020年2月8日），法国男子篮球运动员。他曾代表法国国家队参加1948年夏季奥林匹克运动会男子篮球比赛，最终获得一枚银牌。

## 生平
2020年2月8日在伊夫林省拉韦里耶尔逝世。